# Cultureel centrum (Nederland)
In Nederland verstaat men onder een cultureel centrum de ruimte of accommodatie waarbinnen manifestaties op het gebied van beeldende kunst, muziek en overige culturele disciples zich kunnen afspelen. 

## Achtergrond
Voorheen werden culturele centra gekenmerkt door een duidelijke twee-eenheid: podium en zaal, of werkruimte en toehoorders/toeschouwersruimte. In de laatste decennia ontwikkelt zich daarentegen ook het idee van totaaltheater, waarbij in de voorstelling ook het publiek betrokken kan worden, zodat zaal en theatervloer vaak een geheel vormen, en multifunctioneel kunnen worden gebruikt. De inrichting van dergelijke accommodaties kan zeer uiteenlopend zijn. Sommige culturele centra beschikken over volledige theatervoorzieningen, anderen zijn beperkt qua licht, geluid en ruimte. Vele plaatsen in Nederland beschikken tegenwoordig over een cultureel centrum, waarmee lokaal faciliteiten geschapen zijn om op grote of kleine schaal kunstvormen en producties aan het publiek te kunnen presenteren, van tentoonstelling tot concert of theatervoorstelling. Het culturele centrum is tevens in veel gevallen een ontmoetingsplek geworden voor de plaats of streek waarin het gebouwd is.
Men spreekt van een kernpodium als een cultureel centrum subsidiair ondersteund wordt via een aanbeveling van het MCN om popconcerten te organiseren als onderdeel van de programmering.